# Thanh Ninh
Thanh Ninh là một xã thuộc huyện Phú Bình, tỉnh Thái Nguyên, Việt Nam.

## Địa lý
Xã Thanh Ninh nằm ở phía đông nam huyện Phú Bình, có vị trí địa lý:
- Phía đông giáp xã Dương Thành
- Phía tây giáp xã Kha Sơn
- Phía nam giáp tỉnh Bắc Giang
- Phía bắc giáp xã Lương Phú và xã Tân Đức.

Xã Thanh Ninh có diện tích 5,02 km², dân số năm 1999 là 5.054 người, mật độ dân số đạt 1.007 người/km². Tỉnh lộ 294 chạy qua địa bàn theo chiều đông - tây.

## Hành chính
Xã Thanh Ninh được chia thành 14 xóm: Nam Hương 1, Nam Hương 2, Nam Hương 3, Đồng Phú, Vân Đình, Tiền Phong, Quán, Đồng Trong, Phú Yên, Hòa Bình 1, Hòa Bình 2, Phú Thanh 1, Phú Thanh 2, Đồi Thông.